# Куликовский (Орловская область)
Куликовский — посёлок в Орловской области России. 
Административный центр Большекуликовского сельсовета Орловского района. В рамках организации местного самоуправления входит в Орловский муниципальный округ. 

## География
Расположен на восточной границе города Орла.

## Население
| 2002 | 2010  |
| ---- | ----- |
| 1137 | ↗1206 |

Согласно результатам переписи 2002 года, в национальной структуре населения русские составляли 99 % от жителей.

## История
С 2004 до 2021 гг. в рамках организации местного самоуправления посёлок являлся административным центром Большекуликовского сельского поселения, упразднённого вместе с преобразованием муниципального района со всеми другими поселениями путём их объединения в Орловский муниципальный округ.